# Riisu
Riisu (esp. Desnúdate) es el segundo álbum de la banda finlandesa Ruoska, lanzado el 9 de septiembre de 2003. Tras el lanzamiento del disco, el cantante Patrik Mennander decide dejar momentáneamente el grupo para unirse a Battlelore, banda que abandonaría un año más tarde para dedicarse por completo a Ruoska. Esta fue una de las razones por las cuales no hubo videoclips para alguna de las canciones del disco.

## Lista de canciones
| N.º | Título                         | Traducción                       | Duración |  |
| 1.  | «Elon tiellä»                  | El camino de la vida             | 3:19     |  |
| 2.  | «Puhe»                         | Discurso                         | 3:58     |  |
| 3.  | «Darmstadt»                    | Darmstadt                        | 3:32     |  |
| 4.  | «Kuka luopuisi kuolemastaan»   | ¿Quién renunciaría a su muerte?  | 3:40     |  |
| 5.  | «Synkät soinnut, rujot riimit» | Sonidos tristes, rimas horribles | 3:23     |  |
| 6.  | «Riisu»                        | Desnúdate                        | 3:56     |  |
| 7.  | «Työmiehen haudalla»           | En la tumba del obrero           | 4:47     |  |
| 8.  | «Rauta valittaa»               | Quejidos de hierro               | 4:00     |  |
| 9.  | «Airut»                        | Heraldo                          | 3:50     |  |
| 10. | «Maailmanlopun pyörä»          | La rueda del Apocalipsis         | 2:56     |  |
| 11. | «Piruparka»                    | Pobre diablo                     | 4:49     |  |